# Wilhelm Kubsz
Wilhelm Franciszek Kubsz (ur. 29 marca 1911 w Gliwicach, zm. 24 lipca 1978 w Jeleniej Górze) – polski duchowny katolicki, podpułkownik ludowego Wojska Polskiego, generalny dziekan WP, kapelan 1 Dywizji Piechoty im. Tadeusza Kościuszki.

## Życiorys
Pochodził z wieloletniej rodziny górnośląskiej. Ojciec pracował jako kolejarz, brał udział w powstaniach śląskich. W 1914 rodzina przeprowadziła się do Wodzisławia Śląskiego, gdzie ukończył szkołę podstawową. Następnie studiował w seminarium duchownym oblatów w Lublińcu, po czym wstąpił do nowicjatu Zgromadzenia Oblatów Misjonarzy Maryi Niepokalanej w Markowicach.
Studiował filozofię w Krobi oraz teologię w Obrze, podczas studiów zdobył uprawnienia technika dentystycznego. W czerwcu 1936 przyjął święcenia kapłańskie. Pracował jako ekonom w Seminarium Duchownym w Obrze, był wikarym w Łuninie na Polesiu.
Po 17 września 1939 został wikariuszem przy dziekanie Poczobucie-Odlanickim, sprawował dozór nad parafią Puzicze koło Baranowicz. Po 1941 zagrożony aresztowaniem ze strony Niemców przystąpił do oddziału partyzantów radzieckich płk. Wasiliewa. Po utworzeniu w ZSRR 1 Dywizji Piechoty im. Generała Tadeusza Kościuszki został jej kapelanem, później płk dypl. Zygmunt Berling mianował go majorem. Otrzymał uprawnienia delegata apostolskiego na terytorium ZSRR. Po sformowaniu 1 Korpusu został jego dziekanem. Redagował katolicki dodatek do pisma „Żołnierz Wolności” pod nazwą „Bóg i Ojczyzna”. Po przejściu frontu wschodniego pod koniec 1943, w Katyniu 30 stycznia 1944 podczas uroczystości żałobnych upamiętniających ofiary zbrodni katyńskiej, w których uczestniczyli żołnierze 1 Korpusu PSZ w ZSRR, w wygłoszonym kazaniu potwierdził sprawstwo Niemców pomordowania polskich oficerów, tym samym artykułując tzw. „kłamstwo katyńskie”.
W 1944 został dziekanem Armii Polskiej w ZSRR. Brał udział w walkach na terytorium Polski, w styczniu 1945 został zwolniony ze służby w wyniku konfliktu z generałem Rolą-Żymierskim oraz pozbawiony odznaczeń. Urzędował w kościele garnizonowym w Lublinie, podobnie jak jego następca ks. płk Stanisław Warchałowski (obecnie parafia cywilno-wojskowa pw. Niepokalanego Poczęcia NMP).
Przed armią radziecką i polskim wojskiem ukrywał się w Górach Świętokrzyskich, gdzie ponownie wstąpił na ścieżki życia zakonnego, tym razem w klasztorze na Świętym Krzyżu pod nazwiskiem przykrywkowym Franciszek Kopiec. Przebywał także w Poznaniu, a następnie był misjonarzem ludowym w Gdańsku. W latach 1957–1964 był proboszczem w Laskowicach (gmina Jeżewo) w województwie kujawsko-pomorskim. W 1964 został kapelanem, a następnie proboszczem kościoła garnizonowego św. Elżbiety we Wrocławiu. Od 1969 do 1972 pełnił funkcję proboszcza parafii garnizonowej św. Kazimierza Królewicza w Katowicach. Natomiast w latach 1972–1978 był proboszczem garnizonu i parafii Podwyższenia Krzyża Świętego w Jeleniej Górze.
Zmarł w Jeleniej Górze, gdzie został pochowany na cmentarzu komunalnym. 18 lutego 1993 Rada Miejska Jeleniej Góry nadała imię kapelana jednej z ulic okalających były jeleniogórski kościół garnizonowy. Odznaczony m.in. Krzyżami Kawalerskim, Oficerskim i Komandorskim Orderu Odrodzenia Polski, Krzyżem Grunwaldu, Orderem Wojny Ojczyźnianej II kl. i Krzyżem Walecznych, a także (pośmiertnie) Krzyżem Virtuti Militari IV klasy.